# Hillel Bakis
Hillel Bakis (in ebraico הלל בקיש‎?; Bône, 1949) è uno scrittore e editore francese.

## L'autore
Le opere di Hillel Bakis trattano argomenti relativi al giudaismo e alle tradizioni ebraiche (esegesi e liturgia ma anche grammatica, folclore, ecc.).
I suoi scritti dimostrano la volontà di trasmettere il giudaismo e le sue tradizioni con una pedagogia adattata per ogni età (favole, racconti e romanzo, esegesi). Vi si incontra un grande interesse per il vocabolario, la grammatica, i metodi rabbinici dell’interpretazione del testo biblico.

### Esegesi e metodologia dell'interpretazione rabbinica
Hillel Bakis è l'autore di un commento in cinque volumi sul Pentateuco, La voix de Jacob (La voce di Giacobbe), che è stato descritto come "un grande commento, interessante e profondo" (R 'H. Kahn, 2015a) e "il alta qualità del suo lavoro" è stato notato (G. Touaty, 2011). Il suo commento sui profeti biblici fu ugualmente ben accolto (G. Touaty, 2018). Questi libri hanno ricevuto "un'accoglienza eccezionale e unanime dal mondo rabbinico" (L. Bibas, 2017). Questo commento è stato integrato da tre volumi metodologici: uno su metodi rabbinici di interpretazione orale della Torah (2013f), l'altro su basi grammaticali (2013g), e un'applicazione sul più lungo dei Salmi (2014). Questo libro (Per leggere i Salmi) presentato come segue: "l'autore sorprende dal suo commento: si avvicina al lato grammaticale, non esita a segnalare gli altri commentatori e a criticarli, spiega lo scopo i versi studiati e infine danno al lettore un'idea completa della trama dei versi "(Rav H. Kahn 2015 b); "Hillel Bakis traduce ogni verso ... dando una lettura precisa di ogni parola, prendendo in considerazione la sua struttura grammaticale, mentre la spiega" (G. Touaty, 2015).

### Liturgia
Hillel Bakis si interessò alla liturgia. Nel suo libro metodologico sulla lettura dei Salmi, fornisce dettagli della cantilena di libri poetici (Salmi), distinti da quelli dei libri prosodici (Pentateuco, Profeti, ecc.). Nella sua serie "Capire l'haftara", in i profeti, specifica i costumi della lettura delle diverse comunità. Nel suo studio sul nuovo anno degli alberi (Tu B'Shvat), che descrive le varie usanze e il progresso della celebrazione troviamo gli elementi essenziali per preparare e celebrare il nuovo anno degli alberi (seduzione, benedizione in fonetica e traduzione).

### Racconti, favole
Bakis ha raccolto e scritto racconti, storie e favole contribuendo all'identificazione e alla conservazione delle tradizioni narrative orali e del folklore ebraico, in particolare nel Nord Africa. Alcuni di questi testi richiamano le storie di Mille e una notte. Altri tracciano fatti importanti della vita di uomini saggi di tempi passati e scene della vita quotidiana nel Maghreb, dalla fede, dai pellegrinaggi, ma anche da un'esperienza immersa in un'atmosfera fatta di meraviglioso "dove viene il miracolo vivendo al fianco di situazioni ordinarie di esistenza "(G. Touaty 2005). Le favole di Bakis riuniscono storie di animali (compresi quelli della volpe e del lupo, come raccontano i maestri del Talmud).

### Romanzo
Nel suo romanzo "Il Messia è in ritardo!" (Bakis 2000d), Hillel Bakis costruisce una trama con lo sfondo dei cambiamenti sociali e tecnologici (Dov d'Acco 2010). L'azione inizia nell'anno 6000 del calendario ebraico, l'ultima data in cui il Messia deve apparire . Un detective esce in passato per capire perché il Messia non si è ancora manifestato. È probabilmente l'unico romanzo di fantascienza scritto da un ebreo nordafricano nel ventesimo secolo.

## L'editore
Hillel Bakis dirige l'Institute Isaiah Bakish a un giudice rabbino del XVI secolo, istituto fondato nel 1987. Nel 1992, Hillel Bakis pubblicò frammenti manoscritti di un'opera rabbinica marocchina del XVI secolo (quella di Rabbi Isaiah Bakish). Ha presentato, in prefazioni, due libri di cui ha curato la pubblicazione: uno è composto da una ventina di storie tratte dal quotidiano di un ebreo di Tunisi nato nel 1930 e che aspira a stabilirsi in Israele;  l'altro presenta l'ebraismo medievale nel sud della Francia. Hillel Bakis pubblica anche un sito web dal 2011 Un rapporto di attività (autori e lavori pubblicati tra il 1990 e il 2017) è stato reso disponibile al pubblico.

## Opere
- 1990 - Récits de Juifs tunisiens sur R’ Pinhas Uzan et sa famille, Éd. Bakish, Kiryat Ata, 78 p.
- 1992 – Edition - R’ Yesha’ya Bakish Isaïe Bakish, Fragments - Edition, introduction, Éd. Bakish, Kiryat Ata, 132 p.
- 2000a - Contes et récits juifs d’Afrique du Nord, Vol. 1- Le fil du temps. Traditions et vie quotidienne, Éd. A.J. Presse, 2000, Les Lilas, 288 p.
- 2000b - Renard et le loup... et autres fables d’Israël. Éd. Raphaël Jeunesse, 2000, Paris, 63 p.
- 2000c - La formule magique de Chalom Chabazi... et autres histoires (co-auteur), Éd. Raphaël Jeunesse, Paris, 175 p. (pp. 137 - 167)
- 2000d - Le Messie est en retard ! , romanzo, Éd. A.J. Presse, 2000, Les Lilas, 240 p.
- 2001a - « Une œuvre majeure restituée au public », Actualité juive Hebdo, n° 697, 29 mars, p. 58
- 2001b - « Folklores d’Israël : un demi-siècle de collecte », RActualité juive Hebdo, n° 707, 14 juin, p. 49. https://editionsbakish.com/node/1820 [archive]
- 2004- (fr) Un seder de Tou Bichevat influencé par la cabale . Ed. Bakish, Montpellier
- 2005a- Séder de Tou Bichevat 32 p., Éd. Bakish, Montpellier
- 2005b- Contes et récits juifs d’Afrique du Nord, Vol. 2- Les chemins du Ciel. Miracles, Surnaturel, Étrange…, Éd. A.J. Presse, Les Lilas, 288 p.
- 2008- Séder de Tou Bichevat Edition de 4 p., (http://www.toratemet.net/image/users/21292/ftp/my_files/-Hillel-3.pdf [archive], 2008).
- 2009 a - Séder de Tou Bichevat , Edition de 32 p.. 2ème éd., Éd. Bakish, Montpellier,
- 2009b, c, d – Ebooks en ligne : 2009b-http://hebrewbooks.org/42889 [archive], Brooklyn ; 2009c-http://www.toratemet.net/image/users/21292/ftp/my_files/toubichvat-hbakis.pdf [archive]) ; et 2009d, https://web.archive.org/web/20130409231503/http://chiourim.com/brochure_sur_tou_bichevat_57724849.html [archive] .
- 2009e- Études et Haggadah de Tou BiChevat. Livre d’étude, Éd. Bakish, Montpellier, janv. 2009, XIV-282 p.
- 2011 – Aimer et comprendre la parole divine : la transmission du judaïsme de l’âge tendre à toujours, 17 novembre, Grande Synagogue de Lyon. http://www.cdo-lyon.catholique.fr/spip.php?article1457 Archiviato il 29 maggio 2019 in Internet Archive. [archive]
- 2013a à 2013e- La voix de Jacob- les sections hebdomadaires de la Torah d'après la tradition rabbinique. 2ème édition revue et corrigée, Éd. Bakish, Montpellier/Kiryat Ata, 2013. 2013a, Tome 1 Commenter Béréchit (XXVI-216 p.) ; 2013b, T. 2 Commenter Chémot (XII-190 p.); 2013c, T. 3 Commenter Vayikra (XII-174 p.); 2013d, T. 4 Commenter Bamidbar (XII-182 p.); 2013e, T. 5 Commenter Dévarim (XIV-236 p.) 26.
- 2013f- Interpréter la Torah. Traditions et méthodes rabbiniques, XIV-282 p. Éd. Bakish, Montpellier
- 2013g- Grammaire hébraïque. Lire la Bible et prier avec exactitude"", (avec des précisions de Rav Zécharia Zermati), XVI-420 p. Éd. Bakish, Montpellier
- 2013 – Edition - Rav Zécharia Zermati Quarante-neuf commentaires et éclaircissements grammaticaux originaux . in H. Bakis, Grammaire hébraïque (2013g)
- 2014- Pour lire les Psaumes. Étude de l’Alphabéta (Ps. 119). Texte. Phonétique et rythme. Nouvelle traduction. Commentaires. Abrégé grammatical, X-294 p., Éd. Bakish, Montpellier
- 2014-2016– Six contes pour les fêtes : "Actualité juive" (n° de soukot 2014) ; n° 1314 du 18 sept. 2014, supplément, p. 42 ; n° 1368, 3 déc . 2015, p. 53 ; n° 1388, 21 avril 2016, p. 62 ; n° du 27 décembre 2016, http://www.actuj.com/2016-12/judaisme/4459-conte-pour-enfants-le-saumon-de-hanouka Archiviato il 29 maggio 2019 in Internet Archive. [archive]
- 2015 – « Tou Bichevat, mode d'emploi », Résumé en une page de l’hebdomadaire Actualité juive, Les Lilas, http://www.actuj.com/2015-02/judaisme/1415-tou-bichevat-mode-d-emploi# Archiviato il 29 maggio 2019 in Internet Archive. [archive]
- 2016a – Edition et préface de : William R. Belhassen, Envie d'Alya. Témoignage d'un Juif de Tunis, avril, 22 chapitres, ebook, liens : https://editionsbakish.com/node/1873 [archive]
- 2016b - Edition et préface de : Y. Maser, Les Rabbins du Sud de la France au Moyen Âge et leurs écrits. Les Sages de Provincia, Hotsaat Bakish, VIII-216 p.
- 2017 - 2018b - Comprendre la haftara. Les prophètes de l’année juive d’après la tradition rabbinique (Hotsaat Bakish). Partie 1 : הִנֵּה יָמִים בָּאִים - Fêtes, jeûne, chabbat spéciaux. 404 p. 2017 : Partie II: וַתְּחִי רוּחַ En suivant l’ordre des parachas – 2018a, II-1. Béréchit, 304 p.;. 2018b, II-2. Chémot, 322 p., 2018
- 2018 – Conférence Science et Torah. La création du monde, Carmiel, Mo’adon Eshkol, 28 nov.
- 2019 - Traces imprimées de l'œuvre de Rabbi Yesha'ya Bakish זצ"ל : un des premiers A'haronim parmi les Sages de Castille au Maroc (v. 1545-v. 1620), ebook, Institut Rabbi Yécha'ya, Editions Bakish, 364 pages, septembre.
- 2020 - Traces manuscrites de l'œuvre de Rabbi Yesha'ya Bakish זצ"ל : un des premiers A'haronim parmi les Sages de Castille au Maroc (v. 1545-v. 1620), ebook, Institut Rabbi Yécha'ya, Editions Bakish, 602 pages, décembre.